# Mas Tassi
El Mas Tassi és un edifici de Puigpalter de Dalt, al municipi de Banyoles (Pla de l'Estany) declarat Bé Cultural d'Interès Nacional.

## Descripció
Del conjunt edificat cal destacar-ne l'esvelta torre de defensa de planta quadrada situada a l'angle S, coberta actual a dues aigües, amb porxo obert en la planta baixa amb arcs de mig punt de carreus. A l'est hi ha un cor adornat amb arcs de mig punt a la planta baixa i a la galeria superior. De gran interès és la finestra de la façana principal de la casa, d'estil gòtic amb arabescos, situada sobre un portal d'accés de mig punt format per grans dovelles. Façanes repicades.